# Gmina Słupia (Powiat Jędrzejowski)
Die Gmina Słupia ist eine Landgemeinde im Powiat Jędrzejowski der Woiwodschaft Heiligkreuz in Polen. Ihr Sitz ist das gleichnamige Dorf.

## Gliederung
Zur Landgemeinde (gmina wiejska) Słupia gehören folgende Dörfer mit einem Schulzenamt:
Dąbrowica
Jasieniec
Nowa Wieś
Nowy Węgrzynów
Obiechów
Podlesie
Raszków
Rawka
Rożnica
Sieńsko
Sprowa
Słupia
Stary Węgrzynów
Wielkopole
Wywła
Weitere Ortschaften der Gemeinde sind:
Bór
Dębina
Gawrony
Hektary
Julianów
Kamieniec
Kopaniny
Koło Cmentarza
Kreślina
Krzaki
Łopata
Modlin
Nowy Podgaj
Okupniki
Olszyca
Pod Krzelowskim Lasem
Pod Lasem
Podgaj
Podlesie
Rędziny
Stary Gaj
Zagórze
Zakarczmie

## Verkehr
Im Gemeindegebiet lag der Halt Węgrzynów Stary der Bahnstrecke Kozłów–Koniecpol.